# 貝亞恩號航空母艦
貝亞恩號航空母艦（法語：Béarn）是一艘二次大戰期間服役於法國海軍的航空母艦，該艦原為諾曼第級5號艦，於1914年1月10日開始建造，但因為第一次世界大戰爆發而令大批工人被徵召入伍，以及軍方優先製造其他軍備，導致諾曼第級建造進度延宕，乃至完全停工。一戰勝利後，軍方評估諾曼第級設計已過時，加上法國財政困難；同時主要列強國已於1922年2月簽訂《華盛頓海軍條約》，這令當局決定拆毀尚未完成的諾曼第級。但為了開發航空母艦相關技術，軍方決定留下完成度最低的5號艦貝亞恩號改裝成法國第一艘航空母艦，作為航艦與海軍航空隊技術開發技術平台；相關成果為霞飛級航空母艦之技術儲備，但是軍方最後沒有完成後繼航艦霞飛級，而該艦則在1939年改為訓練艦。
1940年代，貝亞恩號奉命將法國儲備黃金從本土運往美洲大陸。當法國在1940年6月投降後，貝亞恩號無法返航，只能長期靠泊在馬丁尼克島，之後於1943年加入自由法國部隊。然而，該艦直到1944年至1945年3月間於美國整修後，才短暫地恢復渡運任務。二戰後，貝亞恩號短暫為法國軍方提供運輸任務。1967年，該艦於義大利熱那亞報廢拆解。雖然貝亞恩號上的艦載機從來沒有執行過作戰任務，但該艦在當時成為世界上壽命最長的航空母艦，同時是世界上唯一一艘安然度過二次世界大戰並倖存至1960年代的第1代航空母艦。

## 設計
1914年1月，貝亞恩號於濱海拉塞訥新地中海铸造与建设公司舖設龍骨開工；但在1914年8月爆發的第一次世界大戰影響下，該艦於1914年10月停工。由於才開工半年左右，貝亞恩號幾乎還沒辦法稱為一艘船：艦體只完成8-10%、鍋爐組裝完成17%、引擎只有25%，並且尚未裝艦，砲塔則是完成20%。為了避免長期霸佔船臺，這艘根本稱不上船的工程品在1920年4月下水，但當時法國海軍還不曉得如何處理此艦。
同年，法國軍事參訪團造訪英國，參觀了百眼巨人號航空母艦，開始有把未完工軍艦改造成航空母艦的構想。隨後，改裝貝亞恩號的「第171號計畫」方案被提出，並於1922年4月18日定案。改裝的材料來源一部分取自於決定解體的其它4艘諾曼第級姊妹艦，以及一部分同樣停工的巡洋艦。1923年8月，改裝工程開始，並於1927年5月結束。

### 推進系統
貝亞恩號船體垂標間距長170.6（560英尺），全長182.6（599英尺），船寬27.13（89.0英尺），吃水深度約9.3（31英尺）；標準排水量為22,146長噸（22,501公噸），滿載排水量時為28,400長噸（28,900公噸）。飛行甲板朝向船頭的方向上，設置一座伸縮式海圖室。
該艦在改裝前原預定安裝4組蒸汽渦輪發動機，但在改裝後決定依照諾曼第級前4艦的混和設計，安裝2組蒸汽渦輪發動機驅動內側2組螺槳軸，另2組往复式发动机驅動外側2組螺槳軸。推進系統所需的蒸氣由6組重油水管鍋爐提供，並由飛行甲板右舷的單座煙囪集中排煙。為避免排煙造成飛行甲板上的空氣亂流，影響到飛機起降作業，因而在煙囪下方設置一座大型排氣室，將較冷的空氣與鍋爐排放的熱氣混合後再排放出去。其推進系統使貝亞恩號最高航速能達到21.5節（39.8每小時；24.7英里每小時）。出航時，貝亞恩號會攜帶2,160長噸（2,190公噸）重的油料。當以10節（19每小時；12英里每小時）下的航速巡航時，其續航半徑可達7,000海里（13,000；8,100英里）。艦上可容納875名人員。

### 武器與艦載機
貝亞恩號最初設計時，計畫能容納40架飛機。剛開始時，艦上共有12架魚雷轟炸機組成的中隊、12架偵察機、以及由8架戰鬥機組成的中隊。艦上的設施包括1座180- （590-英尺）長的飛行甲板、3部升降梯；船尾與船中央較大的升降梯供魚雷轟炸機與偵察機使用，船前方較小的升降梯則供戰鬥機使用。內部有1座長100-（330-英尺）、寬30-（98-英尺）的機庫，下方設有飛機維修設施和備用零件倉庫。艦上存有高達3,530立方英尺（100立方）的航空汽油與530立方英尺（15立方）的油料，這些易燃物質由惰性氣體保護著。
艦上早期的防禦水面艦艇的武器由8門6.1英寸（150）/55倍徑1921年型火炮組成；6門76（3.0英寸）口徑高射砲、8門37（1.5英寸）口徑高射砲、16台機關槍則組成艦上的防空武力。在1944年到1945年美國改裝期間，貝亞恩號的防禦性武器換成4門單裝5吋/38倍徑高平兩用砲、24門波佛斯40公釐高射砲在6座四聯裝砲塔內、26門單裝厄利孔20毫米機炮。

## 服役歷程

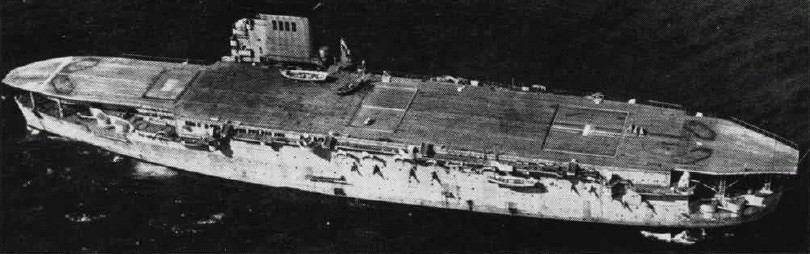
從空中俯瞰貝亞恩號的飛行甲板。

### 改裝為航空母艦
在貝亞恩號尚未決定命運前，因為法國並無航空母艦的設計和運行經驗，故參考英國鷹號航空母艦設計，首先在艦上加裝一條木造跑道做實驗。由法國飛行員保羅˙泰斯特負責飛機著艦實驗，該實驗於1920年4月至10月間實施，最後在1920年10月20日首次有飛機在貝亞恩號上成功降落。證明該艦有潛力進一步改裝成標準航空母艦，而實驗仍持續進行到1921年4月為止，並在同年6月19日決定正式把貝亞恩號改造為航空母艦。法國海軍原希望利用貝亞恩號的運作經驗，在1930年代建造出正規航空母艦，但最後沒有落實這項政策。
1926年9月1日，法國海軍開始對貝亞恩號實施海試與艤装工程。1927年5月10日，首隊戰機實驗性地進駐貝亞恩號。1928年5月，貝亞恩號正式於法國海軍服役並進駐土倫港，此時在艦上已有各一隊戰鬥機隊、偵察機隊、攻擊機隊，隨即出海進行各種訓練和演習。1920年後期，法國海軍航空兵先驅安德烈·朱伯蘭在該艦服役。
1929年10月，貝亞恩號到法屬摩洛哥進行其第一次實戰，派出飛機協助當局鎮壓當地原住民暴動。1930年，貝亞恩號抵達阿爾及利亞，慶祝法軍佔領當地一百週年的海上閱兵，之後該艦在地中海和非洲沿岸之間巡航。在幾年的運行中，顯示出貝亞恩號航速過慢與回收飛機進度較差等缺點，例如在1932年的一次演習中，貝亞恩號要花1小時8分鐘才可讓15架飛機降落於艦上。1934年2月至1935年11月期間，貝亞恩號進行大修，當中把防空重機槍改為13.2（0.52英寸）口徑霍奇克斯重機槍，但大修後的貝亞恩號卻發生多次艦載機降落意外。1936年3月，1架波泰56型單翼機自貝亞恩號起飛，這是第一架自航空母艦起飛的雙引擎單翼金屬飛機。

### 二戰期間
1939年，法國海軍決定要建造兩艘霞飛級航空母艦，並把貝亞恩號改為水上飛機母艦和練習用航空母艦。然而第二次世界大戰歐洲戰場也在同年爆發；二戰開始後，貝亞恩號被編入襲擊部隊（Force de Raid），由馬塞爾·布魯諾·讓蘇爾海軍上將領導，並與敦克爾克號戰列艦、史特拉斯堡號戰列艦、3艘輕巡洋艦、8艘驅逐艦共組一艦隊。1個月後，貝亞恩號與敦克爾克號、以及3艘輕巡洋艦改編至L艦隊，到西印度群島海域執行獵殺施佩伯爵海軍上將號重巡洋艦任務，避免海上商業航線遭受巨大損失。

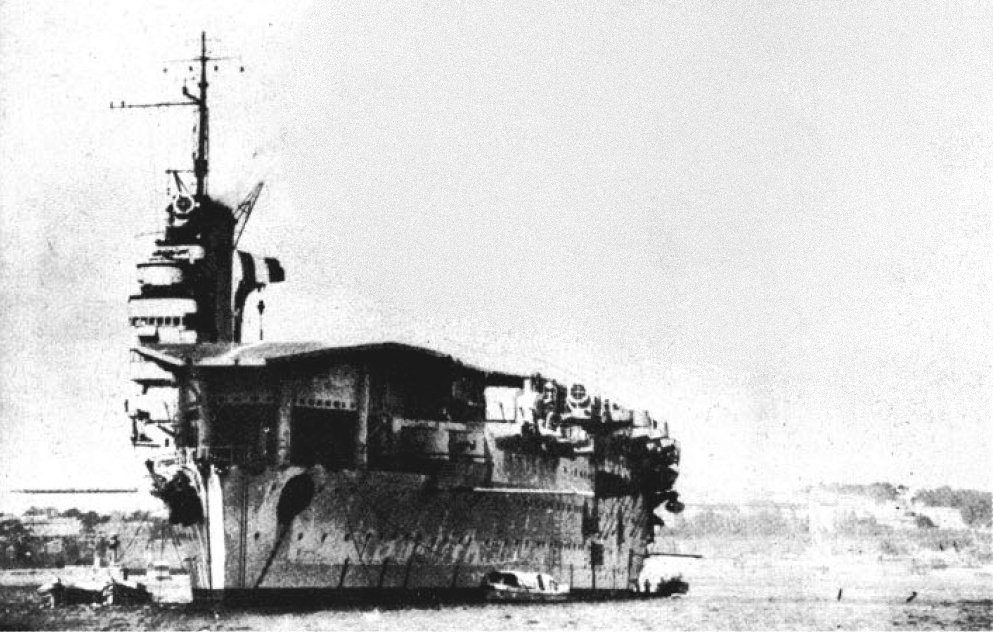
貝亞恩號在1940年代駐錨時攝像。

由於納粹德國陸軍在1940年代入侵法國，貝亞恩號奉命回到土倫，準備將國內的黃金運送至海外。1940年5月25日，貝亞恩號與輕巡洋艦聖女貞德號、埃米爾·貝爾坦號在大西洋會合，並成功地將法國儲備黃金送至加拿大哈利法克斯。回程時途經美國東岸，搭載多架美製的陸基戰鬥機準備返回法國本土，包括27架柯蒂斯H-75型戰鬥機、44架SBC地獄俯衝者式俯衝轟炸機、25架斯丁森航行者式單翼機、以及要轉交給比利時空軍的6架F2A戰鬥機。然而在將飛機運送回歐洲前，法軍已向德軍投降，法國軍港也被德軍佔領，貝亞恩號唯有停泊在法屬西印度群島的馬丁尼克島，等待戰爭結束。此時，艦上的船員似乎沒有意圖要與英國繼續與納粹德國對抗。為防止被德國利用，美國向馬提尼克島當局施壓，使貝亞恩號被有效地扣留在馬提尼克島。艦上載運的飛機後來在岸上卸載，其中有大量的飛機因零件曝曬或是在清汙中被摧毀。
1942年5月14日，為避免維希法國掌控貝亞恩號，美國壓迫馬提尼克島當局立刻將貝亞恩號解除武裝。1943年6月30日，貝亞恩號與聖女貞德號、埃米爾·貝爾坦號，以及在西印度群島的前法國艦艇一同歸入自由法國海軍。貝亞恩號一直到1944年都留在馬提尼克島，並於1943年9月開始進行運輸艦改裝工程。改裝工程到1945年3月結束，當中把艦上的武裝改為4門美製127（5.0英寸）口徑高射炮、24門波佛斯40公釐高射砲、26門厄利孔20毫米機炮，另拆除無用的魚雷管，並加上雷達等，讓貝亞恩號更適合執行飛機渡運任務。1945年2月，已成為運輸艦的貝亞恩號滿載同盟國物資由紐約前往法屬摩洛哥，但在途中與美國運兵船麥克安德魯號相撞，造成麥克安德魯號有68人死亡，貝亞恩號上也死了4人，事故後該艦以緩慢地速度抵達摩洛哥，隨即進行修復工程。1945年8月3日，貝亞恩號才抵達法國土倫港，返回法國本土。

### 戰後
二戰後，貝亞恩號支援法軍在阿爾及利亞與中南半島的戰事，協助當地殖民政府穩定局勢。1945年10月中，貝亞恩號載著物資抵達中南半島，並與同樣在該地的黎希留號、光榮號、絮庫倫號、還有幾艘小型艦艇會合。1945年12月，貝亞恩號將14艘兩棲作戰登陸艇、6艘人員車輛登陸艇從新加坡運至越南，並協助內河艦隊進行海岸後勤工作。1946年7月23日，貝亞恩號從越南回到土倫港。1946年10月1日，貝亞恩號改為潛艇基地內的兵營艦，停泊在土倫港中。1966年11月，貝亞恩號正式除役。1967年3月21日，貝亞恩號被出售給義大利拆船商，隨後於熱那亞拆毀。雖然貝亞恩號上的艦載機從來沒有執行過作戰任務，但該艦在當時成為世界上壽命最長的航空母艦，同時是世界上唯一一艘安然度過二次世界大戰並倖存至1960年代的第1代航空母艦。

## 註腳
1. 1 2  Gardiner & Gray 1985，第198頁.
2. ↑  Preston 2002，第68頁.
3. ↑  Preston 2002，第69頁.
4. 1 2  Jordan 2011，第179頁.
5. 1 2  Polmar 2007，第65頁.
6. ↑  Le Masson 1984，第419頁.
7. ↑  Preston 2002，第71頁.
8. 1 2 3 4 5 6 7  Gardiner & Chesneau 1980，第261頁.
9. 1 2  Jordan 2011，第181頁.
10. ↑  劉怡（2011年），第375页
11. ↑  Le Masson，第415頁.
12. 1 2  劉怡（2011年），第366页
13. 1 2 3  劉怡（2011年），第368页
14. ↑  Jordan 2011，第181-182頁.
15. ↑  Fontenoy 2006，第30–32頁.
16. ↑  Jordan 2011，第182頁.
17. ↑  Callo 2004，第223頁.
18. 1 2 3  . 每日頭條 (現代艦船雜誌社). 2016-11-30  [2017-05-06].
19. ↑  Polmar 2007，第68頁.
20. ↑  Rohwer 2005，第2頁.
21. ↑  Rohwer 2005，第6頁.
22. ↑  Rohwer 2005，第15頁.
23. ↑  Draper 1979，第174–179頁.
24. ↑  Hastings 2011，第74頁.
25. 1 2  Polmar 2007，第108頁.
26. ↑  Rohwer 2005，第166頁.
27. ↑  Rohwer 2005，第259頁.
28. ↑  Ireland 2007，第124頁.
29. ↑  Rohwer 2005，第432頁.
30. ↑  Tucker 2011，第388頁.